# 로만 뷔어키
로만 뷔어키(Roman Bürki, 1990년 11월 14일 ~ )는 스위스의 축구 선수로 현재 미국 메이저 리그 사커의 세인트루이스 시티에서 골키퍼이자 주장으로 활약하고 있다.

## 클럽 경력

### 스위스 슈퍼리그&스위스 챌린지리그
2005년부터 2009년까지 영 보이스 리저브팀에서 활동하다가 2009년 FC 툰에 입단하며 프로에 전격 입문했고 그 뒤 영 보이스, 그라스호퍼 클럽 취리히 등을 거쳤으며 특히 스위스 슈퍼리그의 그라스호퍼 소속으로 2010-11 시즌부터 2013-14 시즌까지 4시즌동안 공식전 121경기에 출전하여 리그 2회 연속 준우승(2012-13, 2013-14), 2012-13 시즌 스위스컵 우승 등에 기여하는 맹활약을 펼쳤다.

### SC 프라이부르크
2013-14 시즌까지 그라스호퍼에서의 활약을 눈여겨보던 크리스티안 슈트라이히 감독의 부름을 받고 독일 분데스리가의 SC 프라이부르크로 트레이드되어 2014-15 시즌 공식전 36경기 49실점 9클린시트로 팀의 2014-15 시즌 DFB-포칼 8강 진출에 일조하는 등 좋은 모습을 보였지만 아쉽게도 팀의 2부 리그 강등까지는 막지 못한 채 프라이부르크와 결별했다.

### 보루시아 도르트문트
2014-15 시즌을 마친 뒤 분데스리가 명문 보루시아 도르트문트로 이적하여 2021-22 시즌까지 공식전 233경기 277실점 83클린시트를 기록하며 분데스리가 2015-16 준우승, 2015-16 시즌 DFB-포칼 준우승, 분데스리가 2016-17 3위, 2016-17 시즌 DFB-포칼 우승, DFL-슈퍼컵 2016과 DFL-슈퍼컵 2017 준우승, 분데스리가 2018-19 준우승, 분데스리가 2019-20 준우승, DFL-슈퍼컵 2019 우승, 분데스리가 2020-21 3위, 2020-21 시즌 DFB-포칼 우승, 3번의 UEFA 챔피언스리그 8강 진출에 기여했지만 2021-22 시즌에서는 주전 경쟁에서 밀려나며 결국 도르트문트와의 계약을 종료했다.

### 세인트루이스 시티
2021-22 시즌 도르트문트 주전 경쟁에서 탈락하면서 7시즌만에 도르트문트를 떠난 이후 미국 메이저 리그 사커의 신생팀이자 서부컨퍼런스 소속팀인 세인트루이스 시티로 트레이드되며 프로 데뷔 이후 처음으로 미국 무대를 밟았다.
그 후 2023년 6월 25일 샌호세 어스퀘이크스와의 MLS 2023 19라운드 원정 경기에서 연이은 놀라운 선방쇼를 펼치며 팀의 2-1 승리를 이끄는 등 2023 시즌 공식전 36경기에 나서며 MLS 참가 첫 해만에 서부컨퍼런스 우승 및 MLS컵 16강 진출에 기여한 것은 물론 MLS 베스트 11, MLS 올스타, MLS 올해의 골키퍼까지 휩쓸었다.

## 국가대표팀 경력

### 스위스 U-21 대표팀
스위스 U-21 대표팀 소속으로 2011년 UEFA 유러피언 U-21 챔피언십 예선 10경기에 모두 출전하며 9년만의 UEFA U-21 챔피언십 본선 진출을 이끌었지만 이후 얀 조머, 케빈 피켄처, 벤야민 시그리스트에 밀리면서 본선 최종 엔트리에는 끝내 발탁되지 못했다.

### 스위스 A대표팀
2014년 FIFA 월드컵 본선 최종 엔트리에 발탁되었지만 주전 골키퍼 디에고 베날리오에 밀려 단 1경기도 출전하지 못했고 같은 해 11월 18일 폴란드와의 친선 경기에서 마침내 국제 A매치 데뷔전을 치렀다.
그 뒤 UEFA 유로 2016 본선 엔트리에도 합류했음에도 불구하고 얀 조머에 밀려 1경기도 출전하지 못했고 2018년 FIFA 월드컵 본선에서도 역시 얀 조머에게 밀려 또 다시 출전이 불발되면서 결국 3번의 메이저 대회 본선 무대를 단 한차례도 밟지 못했으며 2014년부터 2018년까지 4년간 A매치 9경기 출전의 기록만을 남기고 결국 대표팀 유니폼을 반납했다.

## 수상

### 클럽
그라스호퍼 클럽 취리히
- 스위스 슈퍼리그 : 준우승 (2012-13, 2013-14)
- 스위스컵 : 우승 (2012-13)

 보루시아 도르트문트
- 독일 분데스리가 : 준우승 (2015-16, 2018-19), 3위 (2016-17, 2020-21), 4위 (2017-18)
- DFB-포칼 : 우승 (2016-17, 2020-21), 준우승 (2016-17)
- DFL-슈퍼컵 : 우승 (2019), 준우승 (2016, 2017)

### 개인
- MLS 베스트 11 : 2023
- MLS 올스타 : 2023
- MLS 올해의 골키퍼 : 2023